# آب بازیافتی

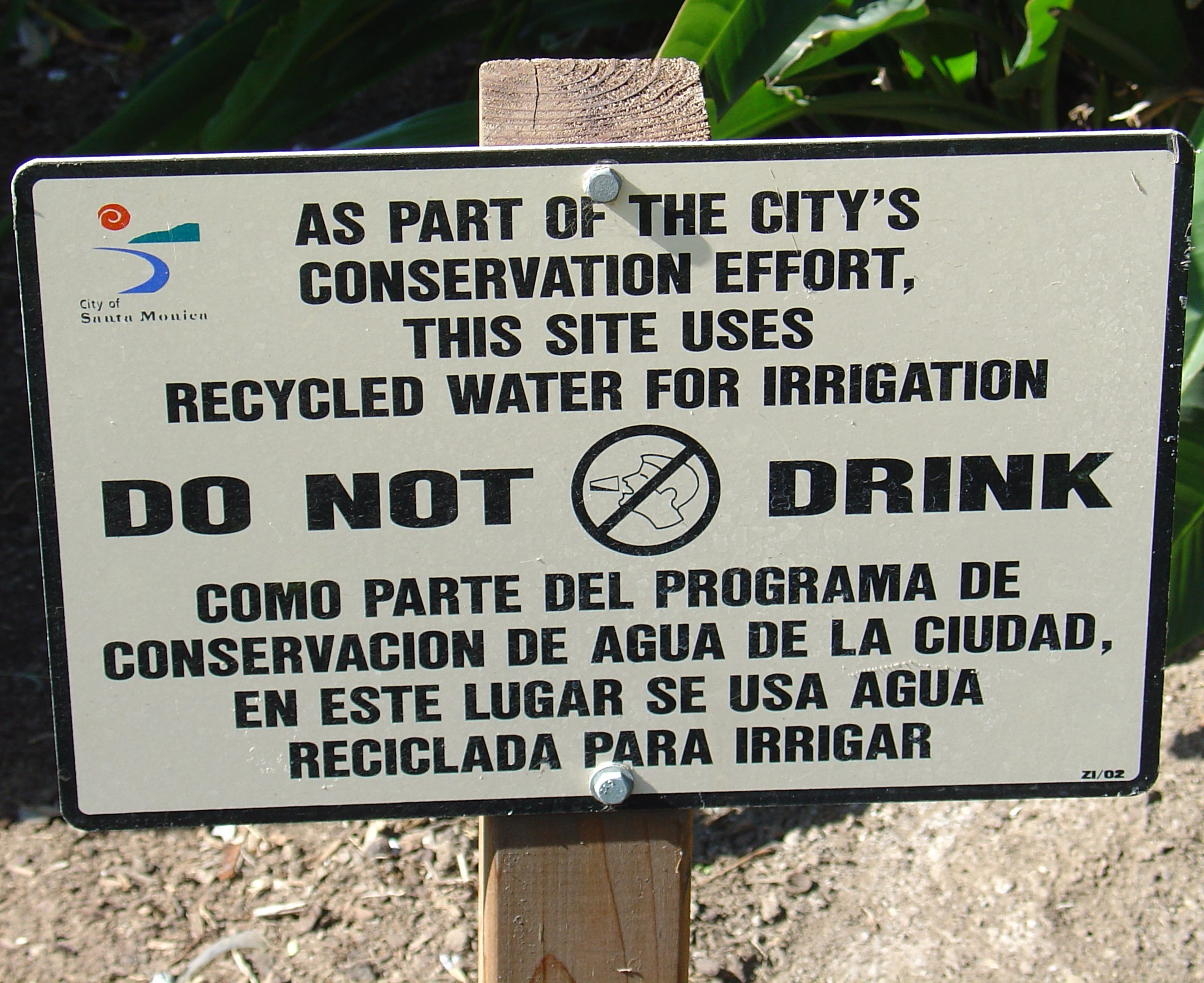
Reclaimed water is used in سنتا مونیکا، کالیفرنیا to irrigate plants in public parks and municipal landscapes.

آب بازیافتی یا آب اصلاح‌شده همان آب مضر یا فاضلاب می‌باشد که تحت عمل قرار گرفته و مواد جامد و ناخالصی‌های آن حذف شده‌است و در آبیاری محوطه‌ها مورد استفاده قرار گرفته؛ هدف از این کار بازسازی منابع زیرزمینی آب، رفع نیازهای آبی در صنعت و اقتصاد و همچنین برای نوشیدن می‌باشد. هدف از این فرایندها، پایداری و حفاظت از آب به‌جای آب‌های تصفیه شده استفاده شده سطح رودخانه‌ها و اقیانوس‌ها می‌باشد. در برخی موارد، آب بازیافتی قابل استفاده در افزایش جریان آب به نفع اکوسیستم و بهبود زیبایی‌شناسی می‌باشد. یک نمونه از این موارد در امتداد نهر Calera در شهر Pacifica در کالیفرنیا می‌باشد. تعریف آب بازیافتی با توجه به چیزی که Levine و Asano گفته‌اند بدین قرار می‌باشد: محصول نهایی احیای آب فاضلاب که مطابق با نیازهای کیفیت آب برای مواد مخرب محیط زیست، مواد معلق و پاتوژن می‌باشد. به سادگی می‌توان اظهار داشت که آب اصلاح‌شده آبی می‌باشد که قبل از بازگشت به چرخه طبیعی آب در طبیعت بیش از یکبار مورد استفاده قرار می‌گیرد. پیشرفت‌های علمی ثابت شده در تکنولوژی آب به جوامع اجازه استفاده مجدد از آب برای اهداف متفاوت مانند: موارد صنعتی، آبیاری و نوشیدن را می‌دهد. آب با توجه به منبع آن، مورد استفاده و نحوه تحویل آن اصلاح می‌شود. با توجه به گردش بارها و بارهای آب در کره زمین، تمامی آب‌ها در زمین آب اصلاح شده می‌باشد، اما عنوان آب بازیافتی یا آب اصلاح شده به‌طور معمول به معنای آب مازاد فرستاده شده از خانه یا کارخانه از طریق سیستم لوله‌کشی به مرکز اصلاح می‌باشد که در آنجا این آب با توجه به مورد استفاده تا حد سازگار اصلاح می‌شود. سپس آب مستقیماً به سیستم بازیافت آب برای استفاده مانند آبیاری و خنک‌کننده صنعتی فرستاده می‌شود. نمونه‌های زیادی از جوامعی که با خیال راحت از آب بازیافتی در طولانی مدت استفاده می‌کنند وجود دارد. از سال ۱۹۲۹ بخش‌های بهداشتی کانتی لس‌آنجلس آب‌های بازیافتی را جهت استفاده در آبیاری مناطق در پارک‌ها و زمین‌های گلف فراهم آورد. اولین مرکز احیای آب در سال ۱۹۳۲ در پارک گلدن گیت سانفرانسیسکو در کالیفرنیا ساخته شد. مزرعه آبی ایروین (IRWD)اولین منطقه آبی در کالیفرنیا بود که به منظور دریافت مجوز استفاده نامحدود از آب برای بازیافت آب از دولت مجوز دریافت کرد. این مجوز به معنای استفاده از آب بازیافتی برای هر هدفی به جز نوشیدن می‌باشد. IRWD یکی از بزرگترین سیستم‌های احیای آب را در دولت با خدمات بیش از ۴۰۰مایل و بیش از ۴۵۰۰ متر اتصالات محفظه‌ای را حفظ و نگه‌داری می‌کند. IRWD و منطقه آبی Orange County در جنوب کالیفرنیا رهبران تأسیس آب بازیافتی می‌باشند. علاوه بر آن، منطقه آبی Orange County که در منطقه orange قرار گفته آب را در سرتاسر دیگر مناطق مانند سنگاپور بیشتر مورد تصفیه و بازیافت قرار داده و مستقیماً برای نوشیدن نیز مورد استفاده قرار می‌دهد. با وجود روش‌های بسیار ساده که اصول طراحی شهری حساس به آب(WSUD) را برای بازیابی آسان و روان جریان آب فاضلاب ترکیب می‌کند، استنباط پیچیده‌ای وجود دارد که می‌گوید آب بازیافتی باید برای بازیافت پیچیده‌ترین و ناخالص‌ترین آب‌های فاضلابی شامل سیستم‌های پیچیده و کامل تصفیه آب باشد. از آنجایی‌که این تلاش از عوامل پایداری گرفته شده‌است، این نوع به‌کارگیری باید مرتبط با راه حل‌های منبع که اقتصادی‌ترین برای دستیابی به نتایج مورد نظر است، باشد. برداشت از آب‌های فاضلابی سطحی یا آب باران در مقایسه با موارد نسبتاً پیچیده می‌تواند همانند انرژی و مواد فشرده شیمیایی، برای بازیابی آب‌های فاضلابی آلوده تر ساده‌ترین راه باشد.
 واژگان

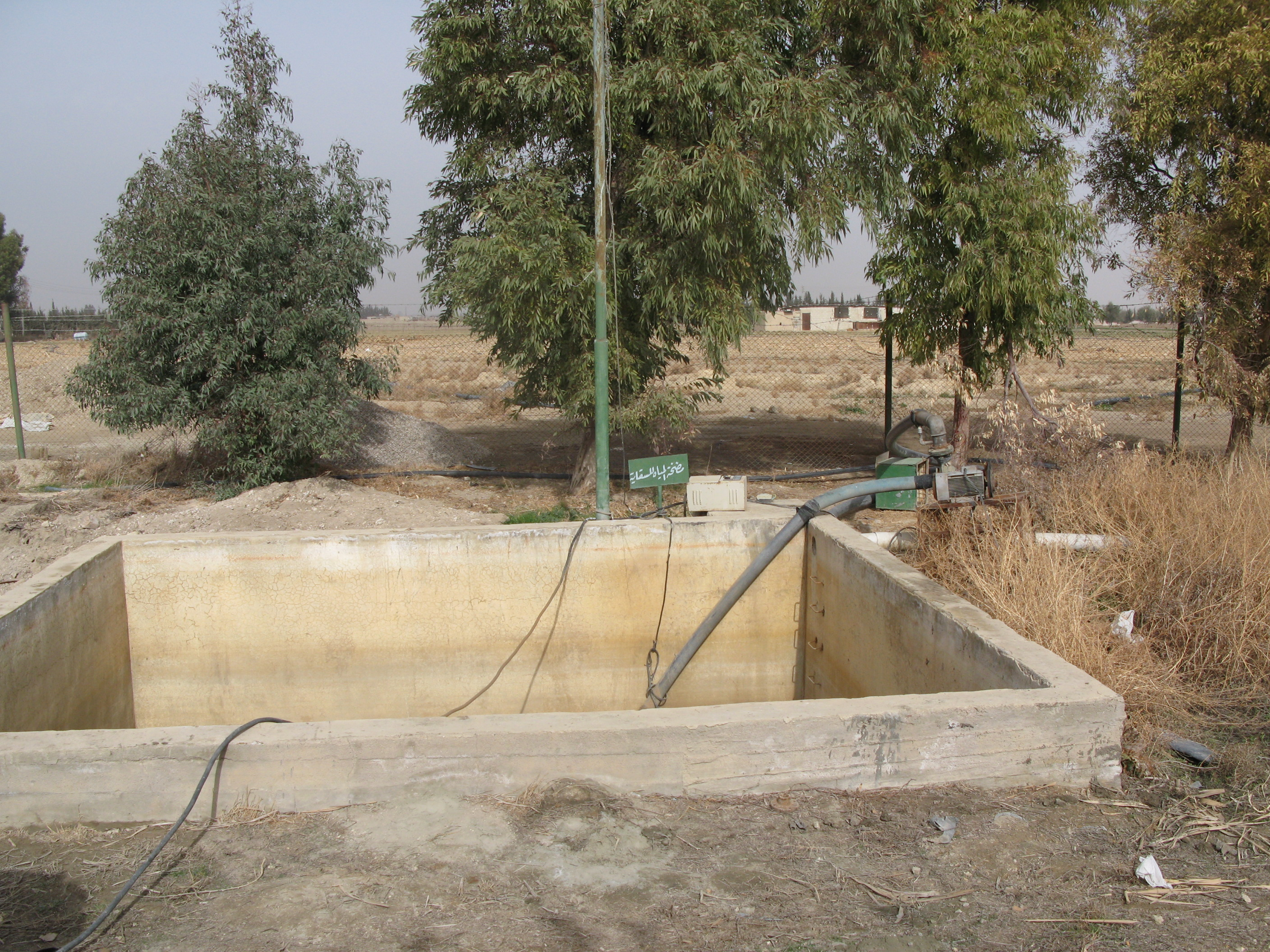
Effluent storage tank from where treated effluent (after constructed wetland) is pumped away for آبیاری، Haran-Al-Awamied, Syria

برای استفاده مجدد از آب هیچ نوع الگوی واحدی وجود ندارد اما گزینه‌های بسیاری وجود دارند که از نظر علمی ثابت شده می‌باشند که اجازه حفظ منابع آبی را به جوامع می‌دهند. در زیر برخی از عناوین استفاده شده توسط دانشمندان برای توصیف گزینه‌های احیای آب آورده می‌شوند:
آب مورد استفاده مجدد آبی می‌باشد که بیش از یک بار استفاده شده یا بازیافت شده‌است.
آب شرب همان آب قابل نوشیدن می‌باشد.
استفاده مجدد از آب شرب به استفاده مجدد از آب شرب گفته می‌شود.
استفاده مجدد از آب غیر شرب به استفاده مجدد از آبی گفته می‌شود که آب شرب نیست اما برای استفاده در آبیاری و اهداف صنعتی بی‌خطر می‌باشد.
استفاده مجدد تصدیق نشده یا برنامه‌ریزی نشده آب شرب عملاً زمانی اتفاق می‌افتد که آبگیر منابع آب خام را از تخلیه پساب آب تصفیه شده از دستگاه‌های تصفیه آب فاضلاب/دستگاه‌های احیای آب یا سیستم‌های بازیابی آب، می‌گیرد. برای مثال اگر شما در پایین دست جامعه‌ای زندگی کنید، آب استفاده شده آن جامعه (آب فاضلاب تصفیه شده) دوباره به رودخانه یا جریان برمیگردد و در پایین دست رودخانه به جامعه شما تحویل داده می‌شود و قسمتی از منبع آب شرب شما می‌شود.
استفاده مجدد از آب شرب برنامه‌ریزی شده به‌طور عمومی به عنوان پروژه بازیافت آب برای آب شرب اطلاع‌رسانی می‌شود. این مسئله به‌طور مستقیم یا غیرمستقیم اتفاق می‌افتد. معمولاً شامل روند عمومی و برنامه رایزنی عمومی بیشتری نسبت به استفاده مجدد بالفعل یا اعلام نشده مشاهده شده، می‌شود. چگونگی تحویل آب شرب مجدد استفاده شده تعیین‌کننده این می‌باشد که استفاده مجدد از آب شرب مستقیم یا غیرمستقیم نامیده شود.
استفاده مجدد آب شرب غیرمستقیم به معنای تحویل غیرمستقیم آب به شهروندان می‌باشد. پس از اینکه این آب تصفیه می‌گردد، آب با دیگر منابع طبیعی یا ساخت بشر، قبل از تحویل به خطوط لوله‌کشی که منتهی به دستگاه تصفیه یا سیستم توزیع می‌شود، برای مدتی کوتاه ترکیب یا به نوعی ذخیره می‌گردد. آن ذخیره‌سازی می‌تواند حوضچه‌های زیرزمینی آب یا مخازن سطحی آب باشد.
استفاده مجدد از آب شرب مستقیم به معنای قرار گرفتن آب مجدد استفاده شده به‌طور مستقیم در خطوط لوله‌کشی می‌باشد، که منتهی به دستگاه تصفیه یا سیستم توزیع می‌گردد. استفاده مجدد از آب شرب ممکن است که با یا بدون ذخیره‌سازی مهندسی مانند مخازن زیرزمینی یا روزمینی انجام گردد.
آب خاکستری از همان آب فاضلابی که در احیای آب استفاده می‌شود استفاده می‌کند تنها تفاوت در اضافه کردن آب دستشویی می‌باشد. آب خاکستری مناسب استفاده برای آبیاری، سیفون توالت و دیگر مصارف خانگی می‌باشد.
نمک زدایی فرایند انرژی متراکم می‌باشد که در آن نمک و دیگر مواد معدنی از آب دریا به منظور تولید آب شرب برای نوشیدن و آبیاری از طریق فیلتراسیون غشایی (جذب معکوس) و تقطیر، حذف می‌گردند.

## حداکثر بازیافت آب
تکنیک‌های متفاوتی به منظور تعیین حداکثر بازیافت آب وجود دارند که توسط محققان توسعه یافته‌اند. تجزیه اضطراری آب یکی از استراتژی‌هایی می‌باشد که برای حداکثر استفاده مجدد/احیا/بازیابی آب استفاده می‌گردد. این تکنیک‌ها به مصرف‌کننده کمک می‌کنند که حداقل استفاده از آب شیرین را در نظر بگیرد و در عوض استفاده از آب فاضلاب را هدف قرار دهد. همچنین به طرح شبکه‌ای به منظور دستیابی به هدف نیز کمک می‌کند. این باعث ایجاد معیاری برای مصرف‌کنندگان به منظور بهبود سیستم‌های آب آن‌ها می‌شود.

## مزایا
در بسیاری از مناطق دنیا که منابع آب شیرین زیاد است، هزینه آب اصلاح‌شده بیش از هزینه آب شرب می‌باشد. با این حال، آب اصلاح‌شده با نرخ ارزان‌تری به شهروندان به منظور تشویق برای استفاده از آن فروخته می‌شود. منابع آب شیرین به دلایل هزینه توزیع، افزایش تقاضا یا کاهش منابع به دلیل تغییرات آب و هوایی و هزینه تکامل، محدود می‌شوند. استفاده از آب اصلاح‌شده برای اهداف غیر شرب از آنجایی‌که آب شرب کمتری برای اهداف غیرشرب استفاده می‌شود، باعث ذخیره آب شرب برای نوشیدن می‌شود. گاهی شامل سطوح بالاتری از مواد مغذی مانند نیتروژن، فسفر و اکسیژن می‌شوند که ممکن است به حاصلخیزی باغ‌ها و کشاورزی هنگامی‌که برای آبیاری استفاده می‌شوند کمک کنند. استفاده از احیای آب باعث کاهش فرستاده شدن آلودگی به محیط زیست می‌شود. همچنین باعث بهبود تالاب‌ها می‌شود که برای حیات وحش آن اکوسیستم مفید می‌باشد. همچنین احتمال خشک‌سالی را به دلیل اینکه بازیافت آب، مصرف آب شیرین از منابع زیرزمینی را کاهش می‌دهد، کم می‌کند. به عنوان مثال، کارخانه کنترل آلودگی آب سن خوزه/سانتا برنامه بازیافتی‌ای به منظور حفظ مرداب‌های آب شور طبیعی منطقه خلیج سان‌فرانسیسکو، ایجاد کرد.

## نگرانی ها
آب اصلاحشده یا بازیافتی برای ایمنی و قابلیت اطمینان به شدت مهندسی شده‌است به‌طوری‌که کیفیت این نوع آب بسیار قابل پیشگویی‌تر از منابع آبی رو زمینی و زیر زمینی می‌باشد. آب بازیافتی هنگامیکه به‌طور مناسبی مورد استفاده قرار گیرد ایمن در نظر گرفته می‌شود. آب بازیافتی به منظور استفاده در شارژ سفره‌های آبی یا افزایش یا افزایش آب‌های سطحی پیش از میکس شدن با آب طبیعی و تحت بازیابی طبیعی قرار گرفتن به مقدار کافی و قابل اطمینانی واکنش و عملیات آزمایشگاهی دریافت می‌کند. مقداری از این آب نهایتاً قسمتی از آب آشامیدنی می‌شود. تحقیقی در زمینه کیفیت آب در سال ۲۰۰۹ منتشر گردید که تفاوت‌های کیفیت آب را در آب‌های بازیافتی/اصلاح شده، آب‌های سطحی و زیرزمینی مقایسه کرده بود. نتایج حاکی از آن بود که آب اصلاحشده یا بازیافتی، آب‌های سطحی و زیرزمینی با توجه به ترکیباتشان بیشتر شبیه هم می‌باشند تا متفاوت. محققان ۲۴۴ ترکیب که معمولاً در آب پیدا می‌شوند را مورد آزمایش قرار دادند. پس از آزمایش کشف شد که بسیاری از ترکیبات در قسمت‌های محدوده در هر بیلیون و تریلیون بودند. DEET و کافئین در انواع آب‌ها و در تمام نمونه‌ها موجود بودند. تریکلوزان (در صابون آنتی باکتریال و خمیردندان) در انواع آب‌ها وجود داشت اما در سطوح بالاتر در آب‌های بازیافتی بیش از آب‌های سطحی و زیرزمینی یافت شد. مقدار بسیار کمی هورمون/استروئید در نمونه‌ها در سطوح پایین دیده شد. اسیدهای هالواستیک در تمامی نمونه‌ها حتی آب‌های زیرزمینی نیز یافت شدند. بزرگترین تفاوت بین آب‌های بازیافتی و دیگر آب‌ها این بود که آب‌های بازیافتی گندزدایی شده بودند و بنابراین دارای محصول جانبی گندزدا شده (به دلیل استفاده از کلر) می‌باشد. تحقیقی با عنوان «آبیاری پارک‌ها، زمین‌های بازی و حیاط مدارس با آب بازیافتی» نشان داد که هیچ گونه بیماری از میکروب‌های پاتوژن یا شیمیایی وجود ندارد و خطر استفاده از این نوع آب‌ها برای آبیاری متفاوت با استفاده از آب شرب به منظور آبیاری نمی‌باشد. مطالعات مراکز تحقیقاتی آکادمی ملی علوم، آژانس منطقه‌ای مونتری کنترل آلودگی آب و دیگر موسسات نشان داد که آب اصلاحشده به منظور استفاده در کشاورزی مناسب و ایمن می‌باشد. بحث‌هایی در رابطه با سلامت ممکن و تأثیرات زیست‌محیطی وجود دارد. به منظور پرداختن به این نگرانی‌ها، مطالعه‌ای دز زمینه ارزیابی ریسک خطرات بالقوه بهداشتی آب بازیافتی انجام شد و مقایسه آن با محصولات مراقبتی قدیمی دارویی و شخصی(PPCP)توسط مؤسسه تحقیقاتی استفاده مجدد از آب انجام گردید(Waterreuse Research Foundation). برای هر کدام از این چهار سناریو- بچه‌ها در زمین بازی، گلف بازان، چشم‌انداز و کارگران کشاورزی- که مردم با آب بازیافتی مورد استفاده در آبیاری در تماس هستند، یافته‌های این تحقیق نشان می‌دهد که از سال‌های کم تماس تا میلیون‌ها سال در معرض آب غیرشرب قرار گرفتن به منظور مواجهه مشابه با PPSPها که در یک روز از طریق فعالیت‌های روزمره در تماس هستیم خطری وجود ندارد.

## آزمایش استانداردها
آب بازیافتی توسط آژانس حفاظت از محیط زیست تنظیم نمی‌گردد بلکه EPA دستورالعمل‌های استفاده مجدد از آب را که اخیراً در سال ۲۰۱۲ به روز شدند، را توسعه داده‌است. دستورالعمل‌های EPA برای استفاده مجدد از آب نشان دهنده استاندارد بین‌المللی برای بهترین تمارین در استفاده مجدد از آب می‌باشد. سند آن تحت توافقنامه¬ تحقیق و توسعه بین آزانس حفاظت از محیط زیست آمریکا(EPA)، آژانس آمریکایی توسعه بین‌المللی(USAID)و مشاوره جهانی CDM اسمیت، بسط داده شد. این دستورالعمل چهارچوبی برای کشورها به منظور گسترش مقررات که بهترین شیوه و مخاطب نیازهای محلی را یکی می‌کند، ایجاد کرد. تحقیقات در حال انجام در رابطه با آب‌های فاضلابی گاهی موجب ایجاد نگرانی در رابطه با وجود عوامل بیماری‌زا در آب می‌شود. بسیاری از این عوامل بیماری‌زا با آزمایش‌هایی که در حال حاضر انجام می‌شوند قابل شناسایی نیستند. نوشته-های علمی اخیر نیز اعتبار آزمایش‌های برای موجودات شاخص به جای پاتوژن‌ها را زیر سؤال می‌برد. همچنین استانداردهایی که تعاملات فلزات سنگین و دارویی را که ممکن است توسعه پاتوژن‌های مقاوم دارویی در آب‌های گرفته شده از فاضلاب را ترویج دهند، رائه نمی‌دهد. به منظور پرداختن به این نگرانی‌ها در رابطه با منبع آب، فراهم کنندگان آب بازیافتی از روش‌های چند مانعی و نظارت مستمر به منظور اطمینان از این مسئله که آب بی‌خطر می‌باشد و به خوبی برای اهداف مورد نظر بازیافت شده، استفاده می‌کنند.

## عرضه و تقاضا
آب غیر شرب بازیافتی اغلب از طریق شبکه لوله‌کشی دوگانه که لوله‌های آب بازیافتی را کاملاً از لوله‌های آب شرب جدا نگه می‌دارد توزیع می‌گردد. در آمریکا و برخی کشورهای دیگر، آب‌های بازیافتی غیرشرب از طریق لوله‌های لاوندر (رنگ بنفش روشن) به منظور تشخیص آن‌ها از آب شرب توزیع می‌گردند. استفاده از لوله‌های با رنگ روشن برای حمل آب بازیافتی اولین بار توسط منطقه آبی ایروین در ایروین، کالیفرنیا(Irvine Ranch Water District) انجام شد. در بسیاری از شهرها تقاضای استفاده از آب بازیافتی به حدی می‌باشد که مصرف‌کنندگان مجاز به استفاده از آن را در روزهای خاصی می‌باشند. برخی از شهرها که قبلاً ارائه نامحدود از آب بازیافتی داشتنددر حال حاضر شروع به مطالبه شهروندان توسط مقداری که استفاده می‌کنند کرده‌اند.

## کاربردها
بسیاری از موارد استفاده از آب‌های بازیافتی مصارف غیر شرب مانند شستن ماشین‌ها، سیفون توالت‌ها، آب خنک‌کننده برای نیروگاه‌ها، میکس بتون، دریاچه‌های مصنوعی، آبیاری زمین‌های گلف و پارک‌های عمومی و برای شکست‌های هیدرولیکی می‌باشد. در جایی که قابل اجرا باشد سیستم از سیتم لوله‌کشی دوگانه به منظور نگه‌داشتن آب بازیافتی از آب شرب استفاده می‌کند. تکنولوژی‌های جدید برای بازیافت اجازه استفاده از آب برای اهداف fracing را می‌دهند و در حدود ۴–۷ میلیون یا بیشتر بشکه در هر چشمه ذخیره می‌گردد.

## استفاده شرب
برخی از سازمان‌ها از آبهایی برای آشامیدن به عنوان آب نوشیدنی قابل اعتماد استفاده می‌کنند که آب بازیافتی فاضلاب‌های شهری با درجه بازیابی بالا می‌باشند. با استفاده از پروسه‌های پیشرفته تصفیه سازی، آن‌ها آبی را تولید می‌کنند که در راستای تمای استانداردهای آب نوشیدنی می‌باشد. ضریب اطمینان سیستم و نظارت مکرر و آزمایش به منظور کنترل دقیق ضروری می‌باشند. نیاز به آب یک جامعه، منابع آبی، مقررات بهداشت عمومی، هزینه‌ها، و نوع زیرساخت آب در مکان مانند سیستم توزیع، مخازن ساخت بشر یا حوضچه‌های طبیعی آب‌های زیرزمینی تعیین‌کننده چگونگی قرار گرفتن آب بازیافتی به عنوان بخشی از منبع آب نوشیدنی می‌باشد. به عنوان مثال جوامع ال پاسو، تگزاس، کالیفرنیا از آب به عنوان پر کردن حوضچه‌های زیرزمینی آب استفاده مجدد می‌کنند. دیگر جوامع مانند upper Occoquan service authority در ویرجینیا این آب را در منابع سطحی آب قرار می‌دهند. در این نمونه‌ها، آب بازیافتی با دیگر منابع آب ترکیب گشته یا برای مدت مشخصی به عنوان ذخیره قبل از اینکه بیرون کشیده شود و دوباره در سیستم تصفیه آب یا زمان توزیع تصفیه شود، قرار می‌گیرد. در برخی جوامع تگزاس، آب بازیافتی مستقیماً در خطوط لوله‌کشی اب که به دستگاه تصفیه آب یا سیستم توزیع می‌رود قرار می‌گیرد؛ و در سنگاپور آب بازیافتی به‌طور مستقیم از مرکز پیشرفته تصفیه آب به منظور استفاده آموزشی در بطری ریخته می‌شود. گرچه مقدار بسیاری از آب بازیافتی در سنگاپور در صنعت مورد استفاده قرار می‌گیرد، مقدار کمی از آن به مخازن آب نوشیدنی برگردانده می‌شود. در تحقیقی که در سال ۲۰۱۲ توسط کنگره ملی تحقیق انجام شد، نشان داده شد که خطر قرار گرفتن در معرض میکروب و آلاینده‌های شیمیایی در اب آشامیدنی بازیافتی خیلی بیشتر از ریسک تجربه شده در حداقل برخی از آب-های آشامیدنی موجود نمی‌باشد. این گزارش تنظیماتی را به توصیفنامه نظارتی فدرال پیشنهاد می‌دهد که حفظ سلامت عمومی را برای استفاده مجدد برنامه‌ریزی شده و برنامه‌ریزی نشده ممکن می‌سازد و همچنین اعتماد عمومی در استفاده مجدد از آب را افزایش می‌دهد. تکنولوژی‌های مدرن مانند اسمز معکوس و ضدعفونی فرابنفش هنگامیکه آب بازیافتی با منبع آب شرب میکس شود، عموماً مورد استفاده قرار می‌گیرند. آزمایشی توسط دانشگاه نیو سوت ولز (new south wales)نشان داد که سیستم اسمز معکوس، اتینل استرادیول و مواد پاراستامول را از آب فاضلاب حتی هزار برابر غلظت مورد نظر حذف کرد. فضانوردان در ایستگاه فضایی بین‌المللی توانستند ادرار بازیافت شده را با توجه به معرفی سیستمECLSS ب هزینه این سیستم بنوشند. هزینه سیستم در حدود ۲۵۰$میلیون دلار می‌باشد و از ماه مه ۲۰۰۹ شروع به کار کرده‌است. این سیستم آب فاضلاب و ادرار را به آب قابل شرب برای نوشیدن، آماده‌سازی غذا و تولید اکسیژن برمی‌گرداند. این سیستم نیاز به مجدد تأمین کردن ایستگاه فضایی به‌طور اغلب را کاهش داد.

## استفاده مجدد مستقیم از آب شرب
در طرح استفاده مجدد مستقیم از آب شرب(DPR)، آب به‌طور مستقیم در خطوط لوله‌کشی که منتهی به دستگاه تصفیه آب یا سیستم توزیع آب می‌شود، قرار می‌گیرد. استفاده مجدد از آب شرب مستقیم ممکن است با یا بدون ذخیره‌سازی مهندسی مانند مخازن زیرزمینی یا روزمینی انجام شود. جوامع در تگزاس پروژهای DPR را به کارگرفته و دولت کالیفرنیا در حال بررسی امکان توسعه مقررات DPR می‌باشد.

## استفاده مجدد از آب شرب برنامه‌ریزی نشده
استفاده مجدد از اب از طرق مختلف در سراسر دنیا اتفاق می‌افتد. این مسئله روزانه در رودخانه‌ها و دیگر منابع آبی در هرجایی اتفاق می‌افتد. اگر شما در جامعه پایین دست دیگران زندگی می‌کنید، احتمال این احتمال وجود دارد که شما در حال استفاده مجدد از آب آن می‌باشید و همچنین جوامع پایین دست شما نیز به احتمال زیاد در حال استفاده مجدد از آب شما می‌باشند. استفاده مجدد از آب شرب برنامه‌ریزی نشده حتی پیش از معرفی آب بازیافتی وجود داشته‌است. بسیاری از شهرها از آب رودخانه‌ها که محتوی آب فاضلاب از دستگاه‌های تصفیه آب فاضلاب هستند استفاده کرده‌اند. شهرهای بسیاری در رودخانه تایمز لندن وجود دارند که آب فاضلاب تصفیه شده‌شان (آب غیر شرب) را درون این رودخانه تخلیه می‌کنند که به منظور تأمین جریان رودخانه در لندن مورد استفاده قرار می‌گیرد. این پدیده در آمریکا نیز مشاهده گردیده‌است، که در آن رودخانه می‌سی‌سی‌پی به عنوان مقصد تصفیه پساب فاضلاب و منبع آب شرب در نظر گرفته می‌شود. تحقیقی که در سال ۱۹۶۰ توسط برد آبی شهری لندن انجام گردید، نشان داد که حداکثر میزان آب بازیافتی یازده برابر قبل از مزه آب باعث ایجاد تهوع در افراد حساس می‌شود. دلیل آن تجمع یون‌های غیر ارگانیک مانند Cl- , SO42- , K+ و Na+ می‌باشد که توسط تصفیه فاضلاب قدیمی و معمولی حذف نمی‌شوند.

## سفر فضایی
احیای آب می‌تواند در رابطه با پروازهایی فضایی بشر بسیار مهم باشد.
در سال ۱۹۹۸، سازمان ناسا مدعی ساخت رآکتور بازیافت آب فاضلاب شد که جهت استفاده در ایستگاه بین‌المللی فضایی و مأموریتی سرنشین دار در مریخ طراحی گریده بود. مدفوع و ادرار بشر در انتهای یک طرف دستگاه قرار داده می‌شوند و اکسیژن خالص، آب تصفیه شده و کمپوست خروجی‌های طرف دیگر دستگاه هستند. خاک (کمپوست) قابل استفاده برای پرورش گیاهان می‌باشد و همچنین این رآکتور جریان برق نیز تولید می‌کند.

## پروسه‌های بازیافت
آب فاضلاب پیش از بازگشت به محیط زیست باید از سیستم‌های بسیاری عبور کند.
پیش فیلتراسیون
این مرحله اولین قدم در تصفیه یا بازگشت آب به طبیعیت می‌باشد در پیش فیلتراسیون املاح و مواد معلق که بصورت جامد و ذرات معلق در آب می‌باشد حذف می‌شوند.
•غربالگیری- مواد جامد بزرگی که به چرخ ارسال می‌شوند را حذف می‌کند. سپس تمام مواد جامد به لوله فاضلاب در دستگاه تصفیه ریخته می‌شوند.
- مخازن واریزی اولیه – جامدات به آسانی تنظیم شده و معلق از آب فاضلاب حذف می‌شوند. این مواد جامد از بالا و پایین مخازن گرفته می‌شوند و به دستگاه تصفیه که به کود تبدیل خواهند شد فرستاده می‌شوند.

•تصفیه بیولوژیکی- آب فاضلاب از طریق روشی بیولوژیکی که از میکروارگانیسم‌ها، باکتری‌هایی که لجن را هضم کرده و مواد مغذی را کاهش می‌دهند استفاده می‌کند، تصفیه می‌گردد. هوا به منظور نگه‌داشتن موجودات معلق و تأمین اکسیژن جهت باکتری‌های هوازی که بتوانند سوخت و ساز غذا را انجام دهند و آن را به انرژی، CO2 , و آب تولید میکروارگانیسم‌های بیشتر تبدیل کنند، حباب تولید می‌کند. این به حذف آمونیاک از طریق نیتریفیکاسیون کمک می‌کند.
•مخازن واریزی فرعی- هنگامیکه فاضلاب وارد این تانکرها می‌شود نیروی جریان کاهش یافته و اجازه ساکن شدن در پایین تانکر را به میکروارکانیسم‌ها می‌دهد. هنگامیکه آن‌ها استقرار میابند دیگز ذرات کوچک معلق در آب جمع‌آوری شده و پشت آب فاضلاب تمیز باقی می‌مانند. برخی از میکروارگانیسم‌های مستقر در پایین مخزن به منظور استفاده مجدد به سیستم برگردانده می‌شوند.
•پردازش یا تصفیه ثالث- فیلترهای گرانشی شنی عمیق تک رسانه‌ای آب را از حوضچه‌های ثانویه دریافت کرده و مواد جامد باقی‌مانده را فیلتر می‌کند. به این دلیل که این مرحله آخرین پروسه به منظور حذف مواد جامد می‌باشد، آب موجود در این فیلترها تقریباً به‌طور کامل خالص و پاک می‌باشد.
- مخازن در تماس با کلر- سه مخزن تماسی با کلر به منظور کاهش خطر مرتبط با تخلیه آب فاضلابی حاوی پاتوژن‌ها انسانی، آب را ضدعفونی می‌کنند. این مرحله کیفیت آبهایی که آب فاضلاب را دریافت می‌کنند، حفظ می‌کند.

با توجه به ترتیب جایگاه‌ها در آینده یکی از این دو روش دنبال خواهد شد:
۱. بازیافت ایستگاه پمپ آب- ایستگاه پمپ آب آب بازیافتی را بین مصرف‌کنندگان در اطراف شهر توزیع می‌کند. این توزیع ممکن است شامل زمین‌های گلف، کشاورزی، برج‌های خنک‌کننده یا در زمین‌ها شود.
۲. آب به منظور بازگشت به محیط زیست از سطوح بالای تصفیه عبور می‌کند. این به معنای اسم معکوس می‌باشد.

## پیشرفت‌های رفتارهای تصفیه‌ای
از آنجایی که جمعیت موجود در جهان نیازمند آب و راه‌های بهتر در معرض آب فاضلاب قرار گرفتن هستند، تقاضای بازیافت آب افزایش میابد. موفقیت آینده بازیافت آب بستگی به این دارد که آیا قابل انجام با اثرات سوء بر روی سلامت بشر و محیط می‌باشد یا نه. در ایالات متحده آمریکا، آب فاضلاب بازیافت شده معمولاً هنگامیکه به منظور آبیاری مورد استفاده قرار می‌گیرد در سطح ثانویه مورد واکنش و تصفیه قرار می‌گیرد اما سوالاتی در رابطه با کفایت آن وجود دارد. برخی از دانشمندان برجسته معتقد بودند که تصفیه ثانویه به منظور حفظ مردم در مقابل پاتوژن‌ها ناکافی می‌باشد و افزودن فیلتر غشایی، اسمز معکوس، ازن یا دیگر روش‌های پیشرفته برای آب آبیاری را پیشنهاد دادند. اخیراً پیشرفت‌هایی در زمینه اسمز معکوس در کشورهای متفاوتی دیده شده‌است اما تقریباً همگی آن‌ها آب با کیفیت بسیار بالای مشابه را تولید می‌کنند. در سنگاپور، آب بازیافتی که به عنوان آب جدید نیز شناخته شده‌است تمیزتر و از آب‌هایی می‌باشد که توسط دولت داده می‌شود. همچنین بر طبق Bartel، کارخانه بدوک، که از غشای ROاستفاده می‌کند، با موفقیت در طول سه سال گذشته آب‌های فاضلابی بازیافتی با کیفیت بسیار بالایی را تولید کرده‌است. نشت نیتروژن و فسفر در زمین و سطح آب در حال تبدیل شده به مشکلی جدی می‌باشد و احتمال منجر شدن به درمان ثالث آب بازیافتی به منظور حذف مواد مغذی در آینده را دارد. حتی با استفاده از درمان ثانویه، کیفیت آب قابل ارتقاء می‌باشد. کیفیت آب همچنین از طریق عبور از ناحیه زیرسطحی میکس که در آن آب سطحی و آب زیرزمین یکی می‌شوند وجود دارد. آزمایش پاتوژن با استفاده از پلیمراز واکنش زنجیره‌ای(PCR) به جای تکنیک‌های قدیمی و تغییر استاندارد شاخص ارگانیسم کلوفرم سرگینی نامعتبر نوعی پیشرفت خواهد بود. در مطالعه‌ای گسترده و وسیع، دستگاه‌های تصفیه نشان دادند که به‌طور چشمگیری قابلیت کاهش تعداد انگل‌ها در پساب‌ها را توسط سازگاری با پروسه‌های که اخیراً استفاده شده‌اند، دارند. اما حتی با وجود استفاده از بهترین تکنولوژی نیز، خطر گسترش مقاومت دارویی در محیط از طریق پساب فاضلاب باقی خواهد ماند. برخی از دانشمندان نیاز به تغییرات اساسی در روش بازیافت مانند استفاده از باکتری جهت کم کردن مواد زاید نیتروژنی (ادرار) و نه تنها مواد زاید کربنی (مدفوع) را پیشنهاد داده‌اند و بیان داشته‌اند که این موضوع روش بازیافت را مؤثرتر می‌کند. دستگاه‌هایی که اخیراً طراحی شده‌اند با محتوای حلال‌ها (برای مثال دارویی) به خوبی مرتبط نمی‌شوند. آبگیری مواد جامد مشکلی بسیار مهم و اصلی می‌باشد. بعضی ار مواد ضایع بدون مخلوط شدن با آب قابل دفع می‌باشند. در نوآوری‌ای جالب، مواد جامد قبل از ورود به پاتیل‌ها قابل حذف می‌باشد و به حالت گازی درمیاید که به منظور استفاده در موتورها قابل استفاده می‌باشد. تکنولوژی‌های ضدعفونی مانند فراوادرمانی، دشارژ الکتروهیدرولیکی پالس و بانک فیلتراسیون در حال ظهور می‌باشند. یکی دیگر از نگرانی‌ها در رابطه با حکم‌های تضعیف شده برای پساب‌های صنعتی قبل از اینکه بخشی از پساب شهری شوند می‌باشد. برخی حتی معتقدند که بیمارستان‌ها نیز باید پسابشان را بازیافت کنند. ایمنی آب نوشیدنی گرفته شده از آب بازیافتی که تحت روش‌های پیشرفته تصفیه‌سازی قرار می‌گیرد و با آب‌های دیگر یکی می‌شود همچنان به عنوان چالشی باقی‌مانده‌است. تکنولوژی‌های جدید برای بازیافت آب از آنجاییکه در سال‌های اخیر شکست هیدرولیکی گاز و نفت رایج‌تر شده‌اند، ظهور یافته‌اند. یکی از این تکنولوژی‌ها از ترکیبی از ازن و الکتروکواگولاسیون استفاده می‌کند. این پروسه موادآلی، هیدروکربن‌ها، پلیمرهای مصرفی، مواد افزودنی شیمیایی استفاده شده در پروسه شکست و فلزات سنگین مانند باریم، آهن، بور و غیره را حذف می‌کند.

## جایگزین‌های دیگر
در مناطق شهری که تغییرات آب و هوایی امنیت طولانی مدت آب را تهدید می‌کند و بارندگی در مناطق حوضه آبریز را کاهش می‌دهد، استفاده از بازیافت آب برای استفاده غیرمستقیم نوشیدنی نسبت به دیگر دیگر منابع تأمین آب برتری دارد. یکی دیگر از گزینه‌های استفاده شده نمک زدایی از آب دریا می‌باشد. آب فاضلاب بازیافتی و نمک زدایی آب دریا شامل مشکلاتی از قبیل هزینه بالای بازیافت، ساخت وساز زیرساخت‌ها، حمل ونقل و مشکلات دفع زباله‌ای می‌شود. گرچه بهترین گزینه در مناطق مختلف متفاوت می‌باشد، از نظر اقتصادی نمک زدایی آب به دلیل اینکه بازیافت آب نیازمند شبکه لوله‌کشی دوتایی اغلب با تانک‌های ذخیره اضافی در زمان استفاده به عنوان غیرشرب می‌باشد، برتری و ارجحیت دارد. سیتم آب خاکستری جایگزینی کمتر استادنه برای آب بازیافتی می‌باشد. آب خاکستری آب زایدی می‌باشد که در سینک‌های ظرفشویی، دستشویی‌ها، حمام‌ها یا ماشین-های لباسشویی مورد استفاده قرار می‌گیرد اما حاوی فاضلاب نبوده (آب سیاه را بررسی کنید) و سطح بازیافتی آن در حد آب‌های اصلاحشده نمی‌باشد. در یک سیستم خانگی، آب خاکستری بازیافت شده یا نشده در سیفون توالت یا برای آبیاری مورد استفاده قرار می‌گیرند. برخی سیستم‌هایی اخیراً وجود دارند که به‌طور مستقیم آب سینک را به سیفون دستشویی جهت استفاده انتقال می‌دهد. ممکن است ساده‌ترین گزینه سیستم جمع‌آوری آب باران باشد. علی‌رغم اینکه در رابطه با کیفیت آب باران در مناطق شهری به دلیل وجود آلودگی هوا و باران‌های اسیدی نگرانی‌هایی وجود دارد، در حال حاضر سیستم‌های بسیاری وجود دارند که از آب باران بازیافت نشده برای مصارف غیرشرب یا از آب باران تصفیه شده برای مصارف شرب استفاده می‌کنند. سیستم‌های شهری طراحی شده که آب باران را ترکیب می‌کند و هرزآب را کاهش می‌دهد به عنوان طراحی آب شهری حساس در استرالیا(WSUD)، توسعه کم اثر(LID)در آمریکا و سیستم‌های زهکشی شهری در انگلستان، شناخته شده می‌باشند. همچنین نگرانی‌هایی در رابطه با کاهش ورود هرزآب به منابع طبیعی آب در نتیجه جمع‌آوری آب باران وجود دارد.

## کاربرد و پذیرش جهانی
اسراییل
از سال ۲۰۱۰ اسراییل دنیا را به سمت سهمیه آبی که بازیافت می‌کند هدایت کرد. این کشور در حدود ۸۰٪ پسابش را که در حدود ۴۰۰ بیلیون لیتر در سال می‌شود بازیافت می‌کند، و ۱۰۰٪ پساب منطقه شهری تل‌اویو را بازیافت کرده و در مصارف آبیاری کشاورزی و کارهای عمومی مجدد استفاده می‌کند. باقی‌مانده ضایعات در حال حاضر به دریای مدیترانه پمپ می‌شود اما با این حال لایحه‌ای جدید که عنوان می‌دارد این مواد ضایع باقی‌مانده به عنوان کود استفاده شود تصویب گردیده‌است. تنها ۲۰٪ از این آب بازیافتی (به دلیل تبخیر، نشتی‌ها، سرریزو تراوش) از بین می‌رود. آب بازیافتی به کشاورزان اجازه برنامه‌ریزی از پیش و محدود نشدن به کمبود اب را می‌دهد. راه‌ها و سطوح مختلفی از بازیافت آب وجود دارند که منجر به تفاوت بسیار در کیفیت محصول نهایی می‌شود. بهترین کیفیت آب بازیافتی با افزودن مرحله گرانشی فیلتر کردن پس از پاکسازی بیولوژیکی و شیمیایی بدست می‌آید. این روش از حوضچه‌های کوچکی که آب از طریق شن و ماسه به آبخوان تراوش می‌کند و در حدود ۴۰۰ روز طول می‌کشد استفاده کرده و سپس به عنوان آب خالص و تصفیه شده به بیرون پمپ می‌شود. این تقریباً همان پروسه‌ای می‌باشد که در سیستم بازیافت آب در ایستگاه فضایی استفاده می‌شد که در آن ادرار و مدفوع به آب خالص، اکسیژن و کود تبدیل می‌گردد. به منظور افزایش کارایی سیستم اسراییلی- آب بازیافتی ممکن است با آب بازیافتی دریایی (برنامه‌هایی به منظور افزایش برنامه نمک زدایی تا حد ۵۰٪ در کشورهایی که تا سال ۲۰۱۳ سالانه در حدود ۶۰۰ بیلیون لیتر از آب شرب دریایی مصرف می‌کنند در دست اقدام هستند)، همراه با آب آبخوان و آب شیرین و تازه دریاچه که توسط کامپیوتر برای نیازهای ملی در سراسر کشور مانیتور می‌شود، میکس شود. این اقدام ریسک منسوخ شده درصد وجود نمک و مواد معدنی در آب را کاهش می‌دهد. برنامه‌های به‌کارگیری این استفاده کلی از آب بازیافتی به عنوان آب شرب و نوشیدنی توسط پیش‌پنداشت‌های روانشناسی عمومی در رابطه با کیفیت آب بازیافتی و ترس از اصل آن، تضعیف می‌شوند. امروزه، تمام آب بازیافتی در اسراییل برای مصارف کشاورزی و اهداف بهبود زمین‌ها استفاده می‌شود.

## ایالات متحده آمریکا
رهبران استفاده از آب بازیافتی در آمریکا فلوریدا و کالیفرنیا با منطقه آبی آروین به عنوان یکی از توسعه دهندگان پیشرو، می‌باشند. آن‌ها اولین منطقه برای تأیید استفاده از آب بازیافتی در لوله‌کشی داخلی ساختمان و استفاده در سیفون توالت بودند. در ژانویه سال ۲۰۱۲ شورای تحقیقات ملی آمریکا بیان داشت که گروهی از متخصصان مستقل دریافته‌اند که استفاده مجدد از پساب شهری برای آبیاری، مصارف صنعتی، و افزایش میزان آب نوشیدنی قابلیت افزایش منابع آبی موجود در آمریکا را به‌طور قابل توجهی دارد. کمیته اظهار داشت که نمونه¬ کارها از گزینه‌ها برای کاهش کیفیت آب در آب بازیافتی وجود دارند. این گزارش همچنین شامل به تحلیل خطری که ریسک مواجهه با آلاینده‌های میکروبی و شیمیایی در آب شرب گرفته شده از آب بازیافتی بیشتر از ریسک نوشیدن آبی که در حال حاضر در سیستم‌های تصفیه وجو دارد نیست، پرداخته‌است. نتیجه این گزارش می‌گوید که هماهنگی با چهارچوب تنظیماتی فدرال حفاظت از سلامت عمومی را بهبود بخشیده و اطمینان از استفاده مجدد از آب را در بین عموم افزایش می‌دهد.

## استرالیا
از آنجایی که استرالیا در حدود ۷–۱۰ سال با خشکسالی می‌جنگد، آب بازیافتی گزینه‌ای ملی و محبوب شده‌است. دو شهر بزرگ و اصلی استرالیا، آدلاید و بریزین، در حال حاضر آب بازیافتی را به سدهای دو دست خود اضافه کرده‌اند. آدلاید همچنین دستگاه نمک زدایی را به عنوان کمکی برای مبارزه با کمبود آب در آینده ساخته‌است. در این زمینه، بریزین به عنوان رهبر در نظر گرفته می‌شود و دیگر شهرها پروژه بازیافت آب کریدور غربی را که زمانی کامل بوده بررسی می‌کنند. گولبرن، کانبرا، نیوکاسل، منطقه ویکتوریا و استرالیا در حال حاضر در حال ساخت پروسه بازیافت آب می‌باشند.

## اتحادیه اروپا
دومین پروژه بزرگ بازیافت آب در جهان در اسپانیا می‌باشد که ۱۲٪پساب ملی در آن تصفیه می‌گردد. با در نظر گرفتن تحقیقی که توسط اتحادیه اروپا بودجه بندی گردیده، کشورهای اروپایی و مدیترانه‌ای نسبت به کالیفرنیا، ژاپن و استرالیا تا حدی که استفاده مجدد در نظر گرفته شده، پیشرفت چندانی نداشته‌اند. بر اساس این تحقیق، مفهوم آن برای قانونگذاران و عموم قابل فهم و پذیرش نمی‌باشد.

## تاریخچه
همزمان با رشد شهرها بحران و فاضلاب‌های بهداشتی نیز گسترش یافتند. در سال ۱۸۴۰ لوله‌کشی داخلی که فضولات انسانی را با میکس می‌کرد و آن را دور می‌ریخت، نیاز به چاه فاضلاب را کاهش داد. در دفع فضولات بوی آن به عنوان مشکلی بزرگ در نظر گرفته شد و برای مقابله با آن فاضلاب به تالابی خشک قابل تبدیل گردید و مواد جامد به منظور دفع جداگانه حذف شد. این پروسه در حال حاضر بازیافت اولیه و مواد جامد لجن نامیده می‌شوند. در اواخر قرن ۱۹، از آنجاییکه بازیافت اولیه همچنان باعث ایجاد بوی نامطبوع فضولات بود در تحقیقی کشف گردید که با معرفی اکسیژن به فضولات دفعی می‌توان از این بوی نامناسب جلوگیری کرد. این مرحله آغاز بازیافت بیولوژیکی هوازی و غیر هوازی که برای پروسه‌های بازیافتی ضروری هستند بود. در سال ۱۹۲۰، کنترل بیشتر آلودگی ایجاد شده توسط مقادیر زیاد مایعات ضایع صنعتی و بشری که به رودخانه‌ها و اقیانوس‌ها ریخته می‌شد ضروری گردید و دستگاه‌های تصفیه مدرن در آمریکا و دیگر ملل صنعتی در سال ۱۹۳۰ ساخته شدند. قانون آب پاک سال ۱۹۷۲ که برای آب سالم برای ماهیگیری و تفریح و سرگرمی طراحی شده بود، حذف فضولات بازیافت نشده منابع شهری و صنعتی را لازم‌الاجرا کرد و دولت فدرال آمریکا در حدود بیلیون-ها دلار به منظور تأسیس تصفیه‌خانه‌هایی بازیافت آب در اطراف کشور فراهم کرد. مراکز مدرن بازیافت آب معمولاً از اکسیداسیون یا کلر علاوه بر بازیافت اولیه و ثانویه استفاده می‌کنند. بازیافت موجود در حال حاضر کیفیت فاضلاب جدا شده را بهبود می‌بخشد. آب جدا شده مراحل بازیافتی بیشتری که مناسب برای مصارف غیر شرب مانند سازمان‌های محلی، تخلیه در بسترهای آبی یا استفاده مجدد به عنوان آب اصلاحشده، می‌باشد را دریافت می‌کند. در مکان‌هایی مانند فلوریدا، که در آن جلوگیری از بار اضافی مواد مغذی آب دریافتی حساس ضروری می‌باشد، استفاده از آب بازیافتی نسبت به دفع آب‌های سطحی توسط قانون آب پاک بسیار اقتصادی تر می‌باشد.

## نمونه‌ها
استفاده مجدد غیرمستقیم (IPR)
- بخش اورنج، کالیفرنیا[۴۷][۴۸]
- پاسادنا، کالیفرنیا[۴۹]
- لندن، انگلستان
- سنگاپور (که در آنجا با عنوان آب جدید شناخته می‌شود)
- پیسون، آریزونا[۵۰]
- پروژه تورل در منطقه ساحلی ورون در بلژیک که در سال ۲۰۰۲ شروع به کار کرد
- مخزن اوکوکوان در ویرجینیا- مقامات بالایی فاضلاب اوکووان تخلیه خروجی بسیار بازیافت شده آن را به منظور تأمین حدود ۲۰٪ جریان آب به مخازن اوکوکوان که آب آشامیدنی منطقه آبی فیرفاکس را تأمین می‌کند و یکی از سه تأمین‌کننده آب در منطقه شهری واشینگتن می‌باشد را در دستور کار قرار دادند.

استفاده غیر شرب
- آستین، تگزاس[۵۱]
- Caboolture و Maroochy(جنوب شرق کوئینزلند، استرالیا) در LGA اخیراً آب بازیافتی را برای مصارف صنعتی تهیه می‌کند. مصرف‌کنندگان باید برای دسترسی کلیدی به منظور توانایی دسترسی به ترکیباتی که تخصیص داده شده‌اند تلاش کنند.[۵۲]
- منطقه کلارک، ناوادا[۵۳]
- آب پاک، فلوریدا[۵۴]
- منطقه کنترا کوستا، کالیفرنیا[۵۵]
- ملبورن، استرالیا[۵۶]
- تفریحگاه اسکی کوه بوار جهت درست کردن برف از آب بازیافتی استفاده می‌کند.
- سن آنتونیو[۵۷] بزرگترین سیتم بازیافتی اب در ایالات متحده را اعمال می‌کند.
- سیدنی، استرالیا[۵۸]
- تاسکون، آریزونا[۵۹]
- سانتیگو، کالیفرنیا[۶۰]
- سنت پترزبورگ، فلوریدا[۶۱]

## پیشنهاد شده‌ها
```
در برخی مکان‌ها آب بازیافتی به عنوان آب شرب یا غیرقابل شرب پیشنهاد داده شده‌است:
```

- جنوب شرقی کوئینزلند، استرالیا (برنامه‌ریزی شده برای استفاده به عنوان آب شرب[۶۲][۶۳]
- نیوکسل، نیو سوت ولز، استرالیا (به عنوان آب غیر شرب).[۶۴]
- کانبارا، منطقه مهم استرالیایی، استرالی (در ژانویه ۲۰۰۷ به عنوان منبع پشتیبانی برای آب شرب پیشنهاد داده شد).[۶۵]
- لس آنجلس، کالیفرنیا- در سال ۲۰۱۹ وزارت آب و نیرو به منظور دوباره پر کردن مخازن آب‌های زیرزمینی[۶۶] با آب خالص به منظور مقابله با کمبود باران و برف، واردات محدود آب و آلودگی آب‌های زیرزمینی، مرکزی را خواهد ساخت.